# Мониторы типа «Робертс»
Мониторы типа «Робертс» (англ. Roberts-class monitor ) — серия из двух мониторов Королевских ВМС Великобритании. Строились по переработанному проекту монитора «Erebus» с более коротким корпусом, несколько меньшей мощностью энергетической установки и переходом с паровых машин на турбозубчатые агрегаты. По сравнению с прототипом, имел более развитую надстройку и внешне несколько напоминал линейные корабли типа «Нельсон».

## Вооружение
«Roberts» строился под 381-мм башню, снятую с пришедшего в негодность монитора «Marshal Soult». Второй корабль этого типа — «Abercrombie» — вооружался башней, в свое время заказанной для крейсера «Furious» и лежащей на складе флота.
В 1943 г. на «Roberts» число «эрликонов» увеличили до 16, к лету 1945-го — до 20. Тогда же добавлено 8x1 40-мм «бофорсов». Полное водоизмещение достигло 9500 т. К 1945 г. на «Abercrombie» число «эрликонов» возросло до 24. Полное водоизмещение — 9900 т.

## Представители проекта
| Название                 | Верфь             | Закладка  | Спуск на воду | Вступление в строй | Судьба        |
| ------------------------ | ----------------- | --------- | ------------- | ------------------ | ------------- |
| «Робертс» Roberts        | John Brown        | 30.4.1940 | 1.2.1941      | 10.1941            | Списан в 1965 |
| «Эберкромби» Abercrombie | Vickers-Armstrong | 26.4.1941 | 31.3.1942     | 5.1943             | Списан в 1954 |

## История службы
Оба корабля участвовали во Второй мировой войне.
«Робертс» участвовал в операции «Факел», во время которой получил попадания 2-х 500-кг авиабомб. После ремонта поддерживал высадки в Сицилии, в Италии и в Нормандии. Отправлен на слом в 1965 году.
«Эберкромби» участвовал в операциях «Хаски» и «Аваланч». 9 сентября 1943 года подорвался на мине у Салерно, ремонт до 15 августа 1944 года в Таранто. 21 августа подорвался у Мальты одновременно на двух минах и снова отправлен в ремонт.